# Ле-Гран-Виллаж-Плаж
Ле-Гран-Вилла́ж-Плаж (фр. Le Grand-Village-Plage) — коммуна во Франции, находится в регионе Пуату — Шаранта. Департамент коммуны — Приморская Шаранта. Входит в состав кантона Ле-Шато-д’Олерон. Округ коммуны — Рошфор.
Код INSEE коммуны — 17485.

## Население
Население коммуны на 2010 год составляло 1013 человек.
| 1962 | 1968 | 1975 | 1982 | 1990 | 1999 | 2010 |
| ---- | ---- | ---- | ---- | ---- | ---- | ---- |
| 501  | 697  | 696  | 711  | 718  | 898  | 1013 |